# Vaardigheidsonderscheidingen
Vaardigheidsonderscheidingen zijn onderscheidingen voor sportieve en militaire prestaties. Door het instellen van deze onderscheidingen hoopten de regering en ook particuliere organisaties de prestaties van Nederlandse atleten en militairen te verbeteren.
Sommige, maar lang niet alle, vaardigheidsonderscheidingen mogen door militairen gedragen worden, toch worden ook de vaardigheidsmedailles en vaardigheidskruisen van verenigingen als het NOC*NSF, een aantal andere particuliere onderscheidingen en de vaardigheidsonderscheidingen schutterijen tot de Nederlandse onderscheidingen gerekend.

## Lijst van vaardigheidskruisen en -sterren

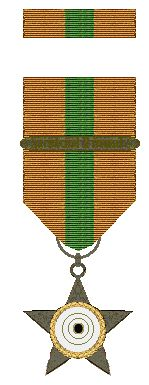
Schietprijsster en batons

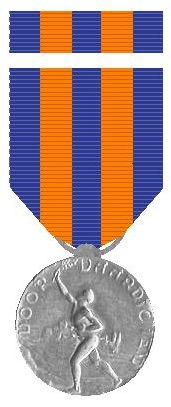
Vaardigheidsmedaille van het Koninklijk Nederlandsch-Indisch Leger in Zilver

- De Schietprijs van het Koninklijk Nederlandsch-Indisch Leger 1878
- Het Eereteeken voor Meester-Scherpschutter op geweer der Koninklijke Marine
- Het Eereteeken voor Meester-Kanonnier der Koninklijke Marine
- Het Kruis voor betoonde marsvaardigheid ('Vierdaagsekruis')
- Het Eereteeken voor scherpschutters 1e klasse
- Het Militaire Vijfkampkruis van het Nederlands Olympisch Comité
- Het Kruis van de Koninklijke Vereniging van Nederlandse Reserve-Officieren voor de Militaire Prestatietocht
- Het Nationale Vijfkampkruis van de Nederlandse Sport Federatie
- De Koninklijke Eereprijs voor Schietwedstrijden
- Het Kruis voor Koningschutter van de Nederlandse Bond van Vrijwillige Burgerwachten
- Het Ereteken voor Koningschutter van de Bijzonder Vrijwillige Landstorm
- Het Elfstedenkruisje

## Lijst van vaardigheidsmedailles
- De Vaardigheidsmedaille van het Koninklijk Nederlandsch-Indisch Leger 1919
- De Medaille voor vaardigheidsproeven van het Nederlands Olympisch Comité
- De Vaardigheidsmedaille van de Koninklijke Nederlandsche Brigade "Prinses Irene"
- De Vaardigheidsmedaille van de Nederlandse Sport Federatie
- De Draagpenning 24-uurs afstandritten der Amsterdamsche Vrijwillige Burgerwacht
- De Politie-Vaardigheidsmedaille 1937
- De Politie-Zwemvaardigheidsmedaille 1935

Kruis voor Moed en Trouw · Verzetskruis · Erepenning voor menslievend hulpbetoon · Eervolle Vermelding · Bronzen Leeuw · Verzetsster Oost-Azië · Bronzen Kruis · Kruis van Verdienste · Vliegerkruis · Ereteken voor Belangrijke Krijgsbedrijven · Lombokkruis · Metalen Kruis 1830-1831 · Metalen Kruis Vrijwilligers 1830-1831 · Oorlogsherinneringskruis · Verzetsherdenkingskruis · Ereteken voor Orde en Vrede · Nieuw-Guinea-Kruis · Mobilisatie-Oorlogskruis · Kruis voor Recht en Vrijheid · Onderscheidingsteken voor Langdurige Dienst als officier · Ereteken voor meester-scherpschutter op geweer voor schepelingen van de Koninklijke Marine · Ereteken voor meester-kanonnier voor schepelingen van de Koninklijke Marine · Schietprijsster van het Koninklijk Nederlandsch-Indisch Leger · Kruis van Verdienste van het Nederlandse Rode Kruis · Kruis van Verdienste van de Nederlandse Bond van Vrijwillige Burgerwachten · Kruis van de Algemene Vereniging van Nederlandse Reserve-officieren voor militaire prestatietocht · Mobilisatiekruis 1914-1918 · Witte Mobilisatiekruis 1914-1918 · Kruis van Verdienste van de Nationale Bond "Het Mobilisatiekruis 1914-1918" · Herinneringskruis 1939-1940 van het Nederlandse Rode Kruis · Herinneringskruis 1940-1945 van het Nederlandse Rode Kruis · Vierdaagsekruis · Elfstedenkruisje · Onderscheidingen van de brandweer
Zie ook: Lijst van Nederlandse onderscheidingen
Kruis voor Moed en Trouw · 
Erepenning · Ereteken voor de Affaire van Lobenar · Beloning voor Betoonde Dapperheid in het Cheribonse · Medaille van den Oorlog op Java 1825-1830 · Zilveren medaille voor moed en trouw · Ruit van Bonjol · Eresabel · Medaille voor Moed en Trouw · Medaille voor Burgerlijke Verdienste · Ereteken voor Belangrijke Krijgsbedrijven · Ster voor Trouw en Verdienste · Lombokkruis · Atjeh-medaille 1873-1874 · Schietprijs van het Koninklijk Nederlandsch-Indisch Leger · Vaardigheidsmedaille van het Koninklijk Nederlandsch-Indisch Leger · Ereteken voor Orde en Vrede · Verzetsster Oost-Azië 1942-1945 · 
Schietprijsster van het Koninklijk Nederlandsch-Indisch Leger · Medaille van de Koninklijke Nederlandsch-Indische Vereeniging voor Luchtvaart 

Zie ook: Ridderorden en onderscheidingen in Nederland
Museummedaille ·
Erepenning ·
Medaille van de Maatschappij tot Redding van Drenkelingen ·
Doggersbank-medaille ·
Broeder van de Orde van de Nederlandse Leeuw ·
Antwerpsche Medaille 1832 ·
Onderscheidingsteken voor Langdurige, Eerlijke en Trouwe Dienst ·
Eremedaille voor Kunst en Wetenschap ·
Eremedaille voor Voortvarendheid en Vernuft ·
De Ruyter-medaille ·
Regeringsmedaille ·
Medaille van het Carnegie Heldenfonds ·
Medaille van Verdienste van het Nederlandse Rode Kruis ·
Medaille voor trouwe dienst van het Nederlandse Rode Kruis ·
Erkentelijkheidsmedaille 1940-1945 ·
Inhuldigingsmedaille 1948 ·
Herinneringsmedaille Luchtbescherming 1940-1945 ·
Medaille van de Noord- en Zuid-Hollandsche Redding Maatschappij ·
Zilveren Anjer · 
Cultuurfonds Onderscheiding · 
Vrijwilligersmedaille Openbare Orde en Veiligheid ·
Vaardigheidsmedaille van de Nederlandse Sport Federatie ·
Inhuldigingsmedaille 1980 ·
Herinneringsmedaille VN-Vredesoperaties ·
Herinneringsmedaille Multinationale Vredesoperaties ·
Herinneringsmedaille Internationale Missies ·
Huwelijksmedaille 2002 ·
Herinneringsmedaille Buitenlandse Bezoeken ·
Marinemedaille ·
Landmachtmedaille ·
Marechausseemedaille ·
Luchtmachtmedaille
Zie ook: Ridderorden en onderscheidingen in Nederland